# Winston-Salem Open 2016
Winston-Salem Open 2016 byl profesionální tenisový turnaj pořádaný jako součást mužského okruhu ATP World Tour, který se odehrával na otevřených dvorcích s tvrdým povrchem DecoTurf v areálu Wake Forest University. Představoval nástupnický turnaj po událostech na Long Islandu a mužské části Connecticut Open. Konal se mezi 21. až 27. srpnem 2016 v americkém Winston-Salemu, ležícím v Severní Karolíně, jako čtyřicátý osmý ročník turnaje.
Turnaj s rozpočtem 720 940 dolarů patřil do kategorie ATP World Tour 250. Jednalo se o poslední díl mužské poloviny letní US Open Series 2016, jakožto závěrečné přípravy před čtvrtým grandslamem sezóny US Open 2016.
Nejvýše nasazeným hráčem ve dvouhře se stal patnáctý tenista světa Richard Gasquet z Francie. Jako poslední přímý účastník do hlavní singlové soutěže nastoupil 89. portugalský hráč žebříčku Gastão Elias..
Premiérový singlový titul vybojoval Španěl Pablo Carreño Busta. Deblovou část vyhrála španělsko-finská dvojice Guillermo García-López a Henri Kontinen, jejíž členové získali první společnou trofej.

## Rozdělení bodů a finančních odměn

### Rozdělení bodů
| Soutěž       | vítězové | finalisté | semifinalisté | čtvrtfinalisté | 16 v kole | 32 v kole | 64 v kole | Q | Q2 | Q1 |
| dvouhra (48) | 250      | 150       | 90            | 45             | 20        | 10        | 0         | 5 | 3  | 0  |
| čtyřhra (16) | 250      | 150       | 90            | 45             | 0         | —         | —         | — | —  | —  |

### Finanční odměny
| dvouhra                             | $85 625 | $48 750 | $28 135 | $16 560 | $9 660 | $5 865 | $3 570 |
| čtyřhra                             | $35 150 | $18 470 | $10 000 | $5 730  | $3 350 | —      | —      |
| částka ve čtyřhře je uvedena na pár |         |         |         |         |        |        |        |

## Mužská dvouhra

### Nasazení
| Stát                          | Hráč                  | ATP | Nasazení |
| ----------------------------- | --------------------- | --- | -------- |
| Francie                       | Richard Gasquet       | 15. | 1.       |
| Španělsko                     | Roberto Bautista Agut | 17. | 2.       |
| Uruguay                       | Pablo Cuevas          | 19. | 3.       |
| USA                           | Steve Johnson         | 23. | 4.       |
| Jižní Afrika                  | Kevin Anderson        | 24. | 5.       |
| USA                           | Sam Querrey           | 29. | 6.       |
| Francie                       | Gilles Simon          | 31. | 7.       |
| Španělsko                     | Albert Ramos-Viñolas  | 33. | 8.       |
| Srbsko                        | Viktor Troicki        | 35. | 9.       |
| Portugalsko                   | João Sousa            | 36. | 10.      |
| Itálie                        | Paolo Lorenzi         | 40. | 11.      |
| Rusko                         | Andrej Kuzněcov       | 41. | 12.      |
| Argentina                     | Federico Delbonis     | 43. | 13.      |
| Kypr                          | Marcos Baghdatis      | 44. | 14.      |
| Španělsko                     | Fernando Verdasco     | 45. | 15.      |
| Španělsko                     | Pablo Carreño Busta   | 48. | 16.      |
| Žebříček ATP k 15. srpnu 2016 |                       |     |          |

### Jiné formy účasti
Následující hráči obdrželi divokou kartu do hlavní soutěže:
- Roberto Bautista Agut
- Bjorn Fratangelo
- Rajeev Ram
- Frances Tiafoe

Následující hráči postoupili z kvalifikace:
- Radu Albot
- James Duckworth
- James McGee
- Jošihito Nišioka

Následující hráč postoupil z kvalifikace jako tzv. šťastný poražený:
- Tim van Rijthoven[1]

### Odhlášení
před zahájením turnaje
- Borna Ćorić → nahradil jej Stéphane Robert
- Marcel Granollers → nahradil jej Gastão Elias
- Ernests Gulbis → nahradil jej Daniel Evans
- Nicolas Mahut → nahradil jej Thanasi Kokkinakis → nahradil jej Tim van Rijthoven
- Juan Mónaco → nahradil jej Jevgenij Donskoj
- Benoît Paire → nahradil jej Jan-Lennard Struff
- Guido Pella → nahradil jej Damir Džumhur
- Dudi Sela → nahradil jej Pierre-Hugues Herbert
- Horacio Zeballos → nahradil jej Víctor Estrella Burgos

v průběhu turnaje
- Michail Južnyj

### Skrečování
- Jiří Veselý

## Mužská čtyřhra

### Nasazení
| Stát                                                                     | Hráč             | Stát        | Hráč           | ATP | Nasazení |
| ------------------------------------------------------------------------ | ---------------- | ----------- | -------------- | --- | -------- |
| Polsko                                                                   | Łukasz Kubot     | Srbsko      | Nenad Zimonjić | 58. | 1.       |
| Chorvatsko                                                               | Mate Pavić       | Nový Zéland | Michael Venus  | 78. | 2.       |
| Švédsko                                                                  | Robert Lindstedt | Pákistán    | Ajsám Kúreší   | 79. | 3.       |
| USA                                                                      | Eric Butorac     | USA         | Scott Lipsky   | 86. | 4.       |
| Žebříček ATP k 15. srpnu 2016; číslo je součtem umístění obou členů páru |                  |             |                |     |          |

### Jiné formy účasti
Následující páry obdržely divokou kartu do hlavní soutěže:
- Andre Begemann /  Leander Paes
- Skander Mansouri /  Christian Seraphim

## Přehled finále

### Mužská dvouhra
- Pablo Carreño Busta vs.  Roberto Bautista Agut, 6–7(6–8), 7–6(7–1), 6–4

### Mužská čtyřhra
- Guillermo García-López /  Henri Kontinen vs.  Andre Begemann /  Leander Paes, 4–6, 7–6(8–6), [10–8]